# Esterri de Aneu
Esterri de Aneu (en catalán: Esterri d'Àneu) es un municipio español de la provincia de Lérida, en la comunidad autónoma de Cataluña. El término municipal, ubicado en la comarca del Pallars Sobirá, junto al río Noguera Pallaresa, tiene una población de 921 habitantes (INE 2024).

## Historia
Hasta la reforma de la nomenclatura municipal de 1916 el municipio se llamaba Esterri de Aneu ó Areo. En dicha fecha su nombre fue modificado por el de Esterri de Aneu(pronunciado ['a.new]).

## Demografía
Cuenta con una población de 921 habitantes (INE 2024).
| Gráfica de evolución demográfica de Esterri d'Àneu entre 1842 y 2021 |
| |
| Población de derecho según los censos de población del INE Población de hecho según los censos de población del INEEn estos censos se denominaba Esterri de Aneu: 1842, 1857, 1860, 1877, 1887, 1897, 1900, 1910, 1920, 1930, 1940, 1950, 1960, 1970 y 1981 |

## Comunicaciones
Únicamente se puede llegar a Esterri de Aneu por carretera.
Las dos vías que llegan al municipio son:
- C-13. Eje del Pallars. Carretera que va de Lérida a Esterri de Aneu pasando por otras localidades como Tremp, Puebla de Segur y Sort.
- C-28. Carretera que va de Esterri de Aneu a Viella y Medio Arán.

## Economía
Agricultura y ganadería. Central hidroeléctrica. Turismo.

## Administración
| Periodo   | Nombre                    | Partido |
| --------- | ------------------------- | ------- |
| 2011-2015 | Ramón Villuendas Palobart | ERC     |
| 2015-2019 | Ramón Villuendas Palobart | ERC-AM  |
| 2019-2023 | Pere Ticó Domingo         | ERC-AM  |

### Evolución de la deuda viva
El concepto de deuda viva contempla solo las deudas con cajas y bancos relativas a créditos financieros, valores de renta fija y préstamos o créditos transferidos a terceros, excluyéndose, por tanto, la deuda comercial.
| Gráfica de evolución de la deuda viva del ayuntamiento entre 2008 y 2014                             |
| |
| Deuda viva del ayuntamiento en miles de Euros según datos del Ministerio de Hacienda y Ad. Públicas. |

La deuda viva municipal por habitante en 2014 ascendía a 0 €.

## Patrimonio

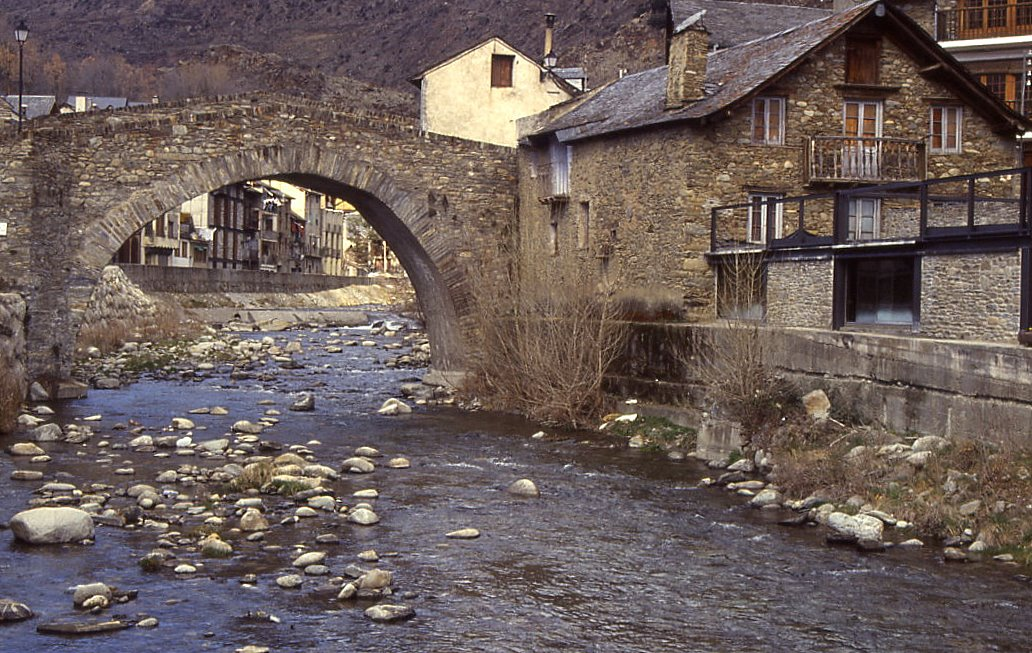
Puente medieval sobre el Noguera Pallaresa

- Iglesia parroquial de San Vicente de Esterri de Aneu
- Calle Mayor, con la cruz de término
- Puente medieval sobre el Noguera Pallaresa
- Ecomuseo de los valles de Aneu
- Casa Gasia

## Festividades
- Lunes de Pascua - Feria de la Pascueta
- 2.º domingo de agosto - Fiesta mayor
- 15 de octubre - Feria del ganado